# Stora Säby
Namnet Säby sägs betyda "byn vid sjön",  Gården Stora Säby tillhörde under medeltiden Tuna herrgård. På 1600-talet friköptes egendomen av ståthållaren på Stockholms slott, Johan Bengtsson Apelroth.
Stora Säby gård vid Åkersberga blev känd som säteri genom Apelroths förvärv. Huvudbyggnaden uppfördes enligt tillgängliga handlingar 1659. 
Vid ombyggnad 1764-1768 tillkom dagens exteriör; rödfärgad locklistpanel, grå fönsterluckor och pilastrar. Från samma tid antas gårdens bryggstuga och loftbod vara. Efter ombyggnaden beboddes och ägdes Stora Säby i många år av fabrikör Lorentz Pauli (†1785). 
Till huvudbyggnadens 1600-talsinteriörer hör bjälktak, ramverksdörrar och en spisel inramad med skulptural sandsten. I ett trapplopp ligger öppen, grovt skrädhuggen timmerstomme. Kakelugnar och äldre inredningssnickerierna är från 1760-talets ombyggnad. 
Senaste moderniseringen skedde 1963-64. Då kläddes väggar med skivor och juteväv. Historiska tapeter i nytryck och stänkmålning förekommer.
Stora Säby Gård byggnadsminnesförklarades 1978.
Trots att fastigheten skyddats enligt KML har forntida gravar och en stensättning skadats, framkom vid en besiktning i april 2002.